# Mé svědectví o Otokaru Březinovi
Mé svědectví o Otokaru Březinovi (1931 Rudolf Škeřík, reprint 1994 Votobia) je vzpomínková kniha českého básníka Jakuba Demla pojednávající o jeho přátelství a rozhovorech s Otokarem Březinou. Jedná se o vůbec nejobsáhlejší Demlovu knihu (má 554 stran). Deml v knize prezentuje i své vlastní názory; kniha navíc obsahuje jeho poznámky na okrajích knihy.
Kniha po svém publikování vyvolala skandál. Otokar Březina byl nejuznávanějším českým básníkem 20. století;[zdroj?] byl považován (i díky samotářskému způsobu života a básnickému odmlčení se) za národní symbol a za žrece. Proto bezprostředně po jeho smrti vyšlo mnoho vzpomínkových knih, s jejichž pietou Demlova otevřenost ostře kontrastovala a šokovala nejen veřejnost, ale i kritiku: reagovali například Jaroslav Durych, Emanuel Chalupný, František Chudoba, Emanuel Rádl a F. X. Šalda ("Po knize Chalupného působí kniha Demlova, jako by ses propadl z prvního patra do smrdutého sklepa. Jsme v páchnoucím ovzduší nejpustší literární malichernosti...", Zápisník F. X. Šaldy). Lidé byli především překvapeni maloměšťáckou nízkostí některých Březinových výroků a jeho antisemitismem. Dílo nejen způsobilo, že Demlovi přibylo mnoho nových nepřátel, ale inspirovalo i vlnu polemických spisů, které napsali například Jan Vrba: Otokar Březina a jiní přátelé v mé paměti, Otto 1932 – "Chci ukázati jenom krásného, vzácného, ušlechtilého a spravedlivého člověka, jehož památka byla hnusně poplivána." (cit. dílo, str. 25) nebo Jan Rambousek: Básník Otokar Březina a Jakub Deml, vl. nákl., Kežmarok 1931 – "V roku 1913 jsem řekl Otokaru Březinovi, jak na jiném místě této knihy uvádím, že Jakub Deml není člověk normální, ale že je, jak se říká u nás na Mělnicku, ´střelený´." (cit. dílo, str. 7) atd. Jedním z mála českých literátů, kteří se Demla veřejně zastali, byl Karel Čapek, který ze zkušenosti vlastních hovorů s Březinou připustil autenticitu některých Březinových výroků. které Deml uvedl; Demlovu motivaci ovšem i on komentoval kriticky.
Mé svědectví o Otokaru Březinovi je jedna z nejvýznamnějších Demlových knih, zásadních pro poznání jak umění, tak názorů tohoto českého básníka.